# 拉甘谷 (英國國會選區)

拉甘谷在北愛爾蘭的位置

拉甘谷（英語：Lagan Valley），英國國會一郡選區，位於北愛爾蘭，包括利斯本區及班布里奇區一部。創設於1983年。
本區屬親英選區，議席一直由北愛爾蘭統一黨的候選人佔據，但在2004年當時的議員傑福瑞·唐納森轉投北愛爾蘭民主統一黨，並在2010年大選中以49.8%三度連任成功。